# National Provincial Championship Division 2 1983
La National Provincial Championship Division 2 1983 fue la octava edición de la segunda división del principal torneo de rugby de Nueva Zelanda.

## Sistema de disputa
Los equipos enfrentan a los equipos restantes de su zona en una sola ronda.
- Los dos mejores equipos de cada zona clasifican a la final, el ganador de la final se corona campeón y enfrenta en un partido de repechaje al último clasificado de la primera división en la búsqueda por un cupo en la siguiente temporada de la primera división.

## Zona Norte
Tabla de posiciones
| Pos. | Equipo        | Encuentros | Encuentros | Encuentros | Encuentros | Tantos | Tantos | Tantos | Puntos |
| Pos. | Equipo        | PJ         | PG         | PE         | PP         | F      | C      | Dif    | Puntos |
| ---- | ------------- | ---------- | ---------- | ---------- | ---------- | ------ | ------ | ------ | ------ |
| 1.º  | Taranaki      | 6          | 6          | 0          | 0          | 321    | 37     | +284   | 12     |
| 2.º  | Wanganui      | 6          | 5          | 0          | 1          | 186    | 56     | +130   | 10     |
| 3.º  | Poverty Bay   | 6          | 4          | 0          | 2          | 94     | 74     | +20    | 8      |
| 4.º  | King Country  | 6          | 3          | 0          | 3          | 102    | 94     | +8     | 6      |
| 5.º  | Thames Valley | 6          | 2          | 0          | 4          | 96     | 121    | -25    | 4      |
| 6.º  | Horowhenua    | 6          | 1          | 0          | 5          | 69     | 235    | -166   | 2      |
| 7.º  | East Coast    | 6          | 0          | 0          | 6          | 25     | 276    | -251   | 0      |

|  | Finalista. |

## Zona Sur
| Pos. | Equipo           | Encuentros | Encuentros | Encuentros | Encuentros | Tantos | Tantos | Tantos | Puntos |
| Pos. | Equipo           | PJ         | PG         | PE         | PP         | F      | C      | Dif    | Puntos |
| ---- | ---------------- | ---------- | ---------- | ---------- | ---------- | ------ | ------ | ------ | ------ |
| 1.º  | Mid Canterbury   | 7          | 6          | 0          | 1          | 154    | 78     | +76    | 12     |
| 2.º  | Southland        | 7          | 6          | 0          | 1          | 157    | 61     | +96    | 12     |
| 3.º  | Marlborough      | 7          | 5          | 0          | 2          | 127    | 59     | +68    | 10     |
| 4.º  | South Canterbury | 7          | 4          | 0          | 3          | 93     | 97     | -4     | 8      |
| 5.º  | Buller           | 7          | 3          | 0          | 4          | 70     | 95     | -25    | 6      |
| 6.º  | Nelson Bays      | 7          | 3          | 0          | 4          | 93     | 121    | -28    | 6      |
| 7.º  | West Coast       | 7          | 1          | 0          | 6          | 71     | 118    | -47    | 2      |
| 8.º  | North Otago      | 7          | 0          | 0          | 7          | 32     | 168    | -136   | 0      |

|  | Finalista. |

### Final
| 27 de septiembre de 1983 | Mid Canterbury | 6 - 3 | Taranaki |  |  |

| Bandera de Nueva Zelanda |
| Campeón Mid Canterbury   |
| Primer título            |